# آسنهایم
آسنهایم (به آلمانی: Assenheim) یک منطقهٔ مسکونی در آلمان است که در هوخدورف-آسنهایم واقع شده‌است.